# Vaas
Vaas ist eine französische Gemeinde mit 1.383 Einwohnern (Stand 1. Januar 2022) im Département Sarthe in der Region Pays de la Loire. Sie gehört zum Arrondissement La Flèche und zum Gemeindeverband Sud Sarthe. Die Bewohner nennen sich Védaquais.

## Geografie
Die Gemeinde Vaas liegt am Fluss Loir in der Mitte des Städtedreiecks Le Mans – Angers – Tours.
Die angrenzenden Gemeinden sind Verneil-le-Chétif im Norden, Lavernat und Montval-sur-Loir im Osten, La Bruère-sur-Loir im Südosten, Saint-Germain-d’Arcé im Süden sowie Aubigné-Racan im Westen.
Das 30,38 km² umfassende Gemeindegebiet im Westen der Touraine besteht aus einer Mischung aus Acker- und Weideland. Im Norden der Gemeinde liegt das Waldgebiet Bois des Bouleaux; die Rebflächen im Osten gehören zum Weinbaugebiet Coteaux du Loir.
Zu Vaas zählen die Ortsteile La Huetterie, Les Foucheries, Valette, La Bodinière, Moriers, Les Dureaux, La Chalopinière, Les Halles und Le Haut Monsureau.

## Bevölkerungsentwicklung
| Jahr      | 1962 | 1968 | 1975 | 1982 | 1990 | 1999 | 2006 | 2015 | 2022 |
| --------- | ---- | ---- | ---- | ---- | ---- | ---- | ---- | ---- | ---- |
| Einwohner | 1662 | 1673 | 1598 | 1590 | 1564 | 1540 | 1635 | 1522 | 1383 |

Im Jahr 1831 wurde mit 1998 Bewohnern die bisher höchste Einwohnerzahl ermittelt. Die Zahlen basieren auf den Daten von cassini.ehess und INSEE.

## Wirtschaft und Infrastruktur

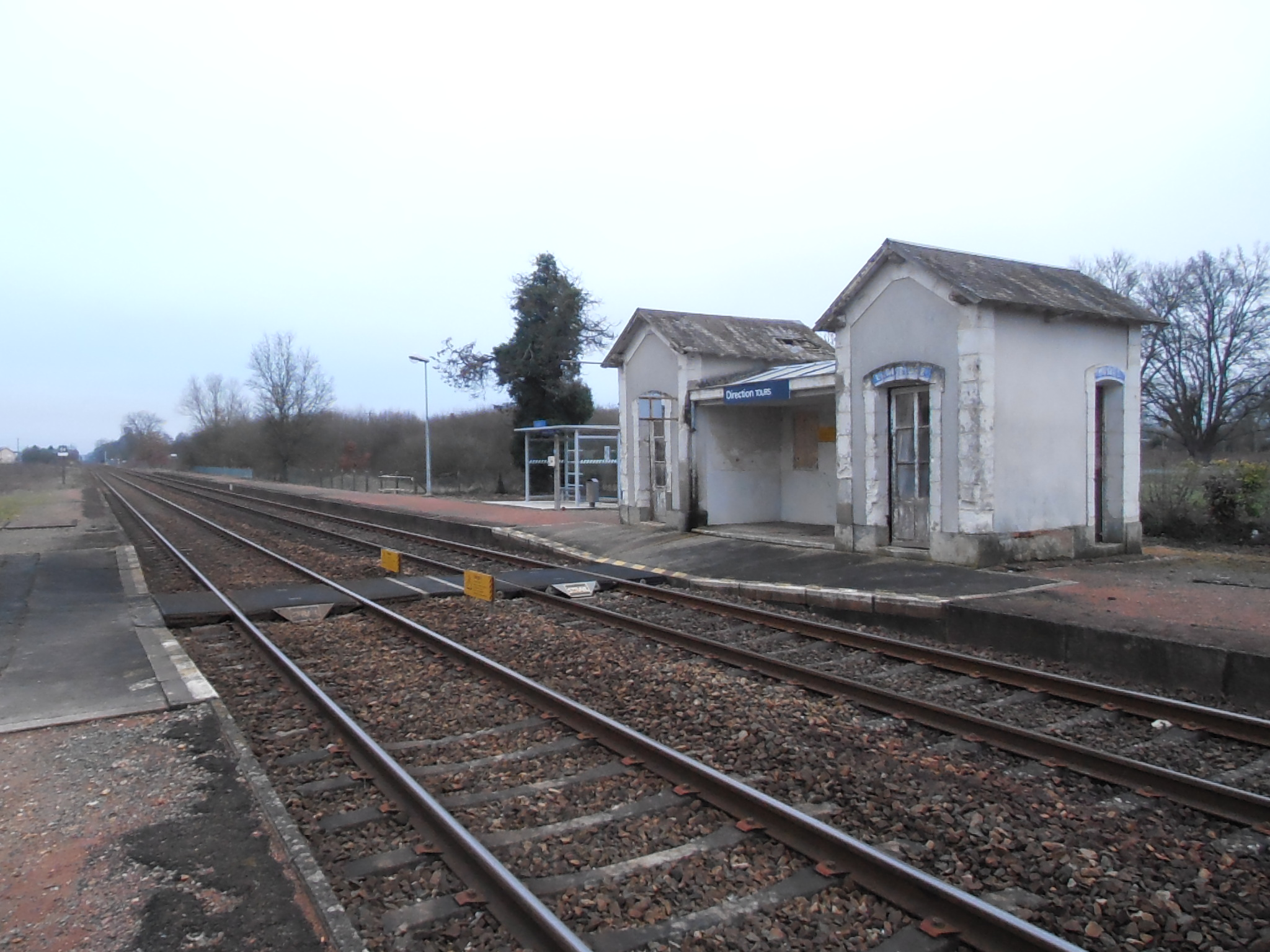
Bahnstation Vaas

In der Gemeinde sind 38 Landwirtschaftsbetriebe ansässig (Getreide-, Gemüse- und Obstanbau, Milchwirtschaft, Tucht von Pferden, Rindern, Ziegen, Schafen und Geflügel).
In Vaas kreuzen sich die Fernstraßen D 305 von Le Lude nach Montval-sur-Loir und D 30 von Écommoy nach Château-la-Vallière. Am östlichen Rand der Gemeinde Vaas verläuft die Autoroute A 28. Vaas liegt an der Bahnstrecke Tours–Le Mans und wird im Regionalverkehr mit TER-Zügen bedient.

## Sehenswürdigkeiten
- Reste des Klosters Vaas (Abbaye de Vaas) – die erhaltene ehemalige Klosterkirche Notre-Dame (Monument historique)[4]; das Haus der ehemaligen Äbte ist heute das Rathaus
- mehrere Schlösser
  - Schloss Petit-Perray (Château du Petit-Perray), Monument historique[5]
  - Château de Lassy
  - Château de la Brosserie
  - Château la Renaudière
  - Château de Gagnerie
  - Château de la Roche mit einem Landschaftspark
  - Château de Mazoüet
- Dolmen Pierre Couverte im Nordosten der Gemeinde, Monument historique[6]
- Lavoir

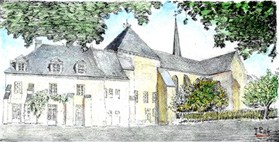
Kloster Vaas
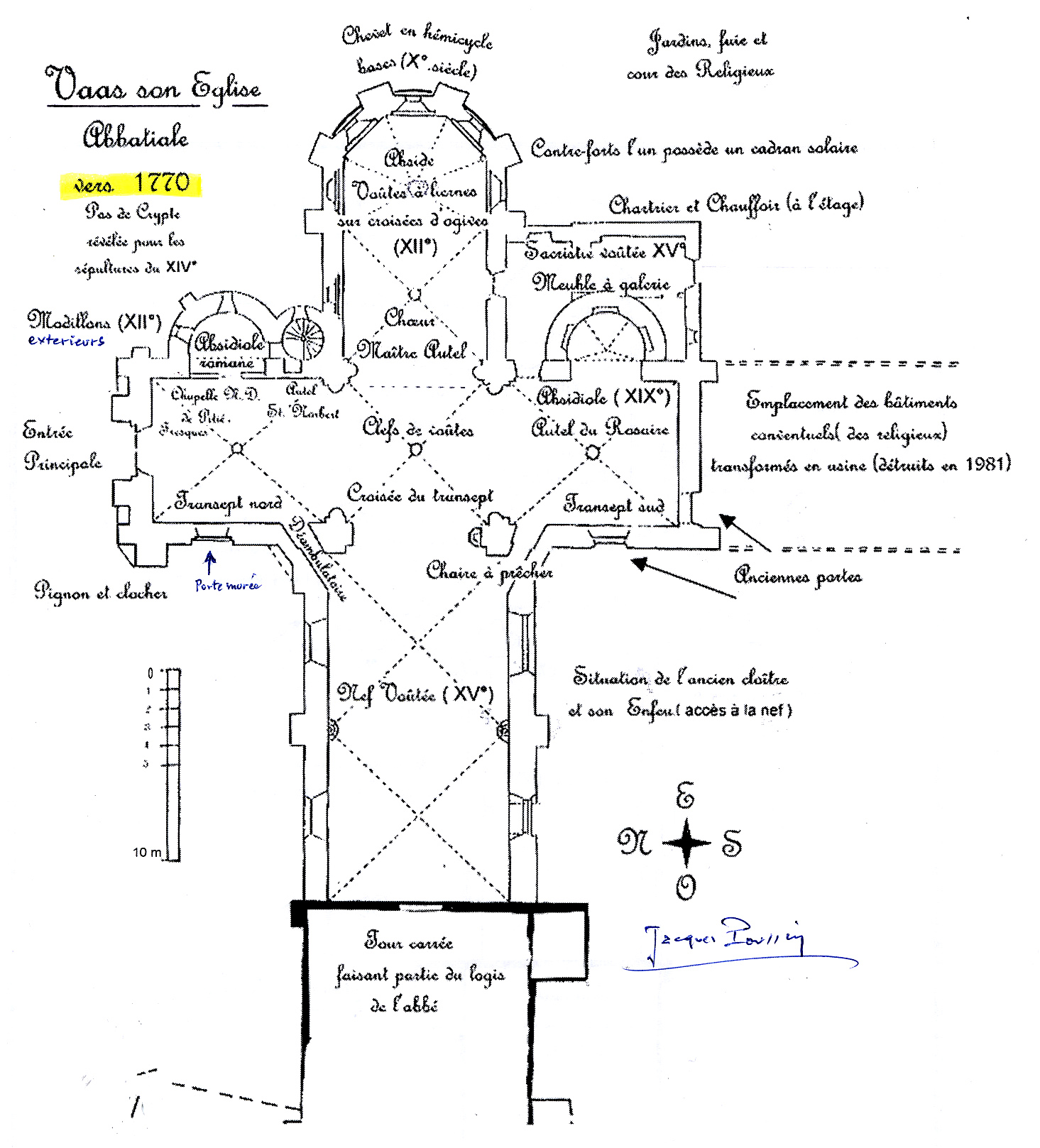
Querschnitt der Kirche Notre-Dame
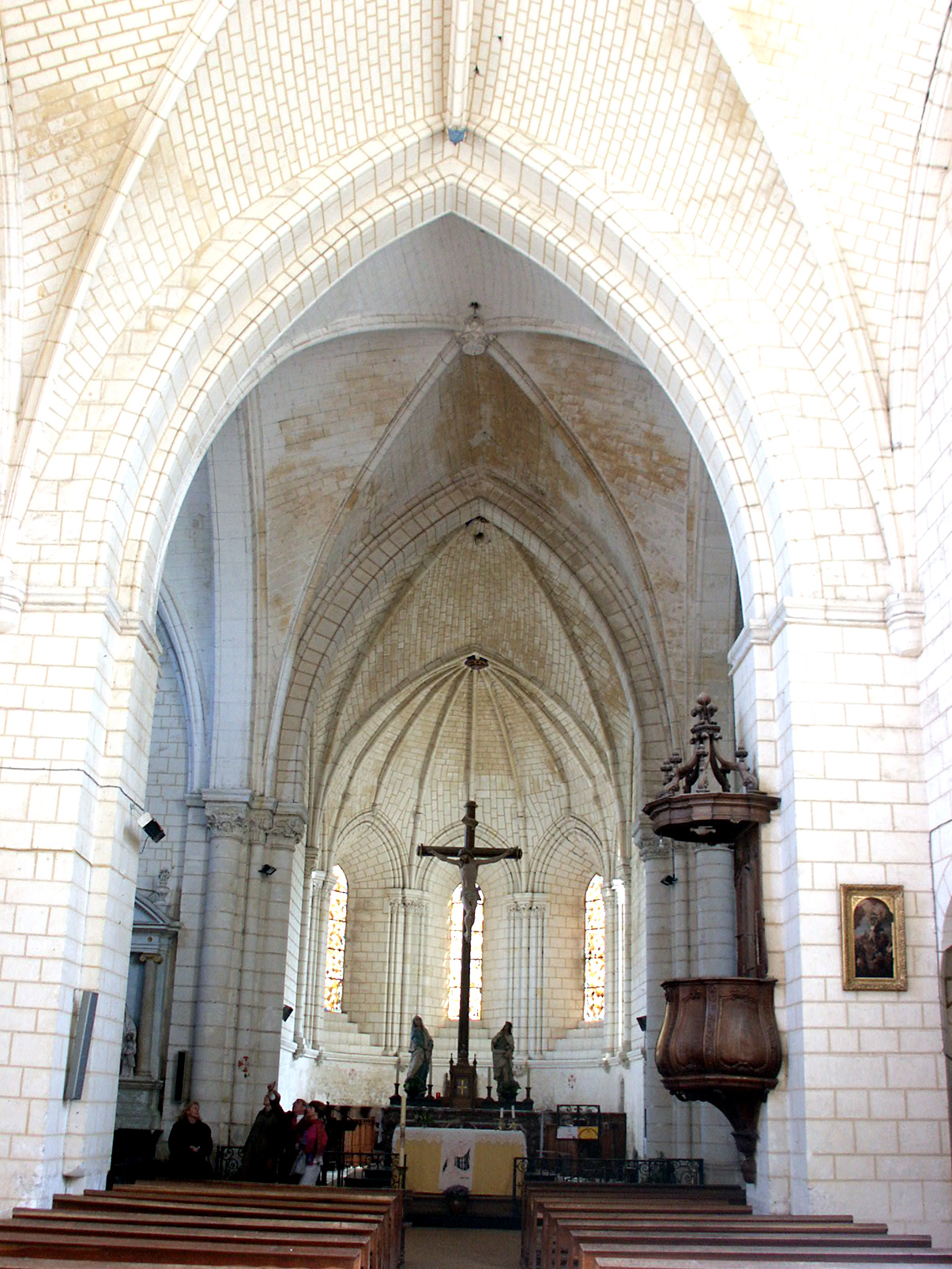
Innenansicht der Kirche Notre-Dame
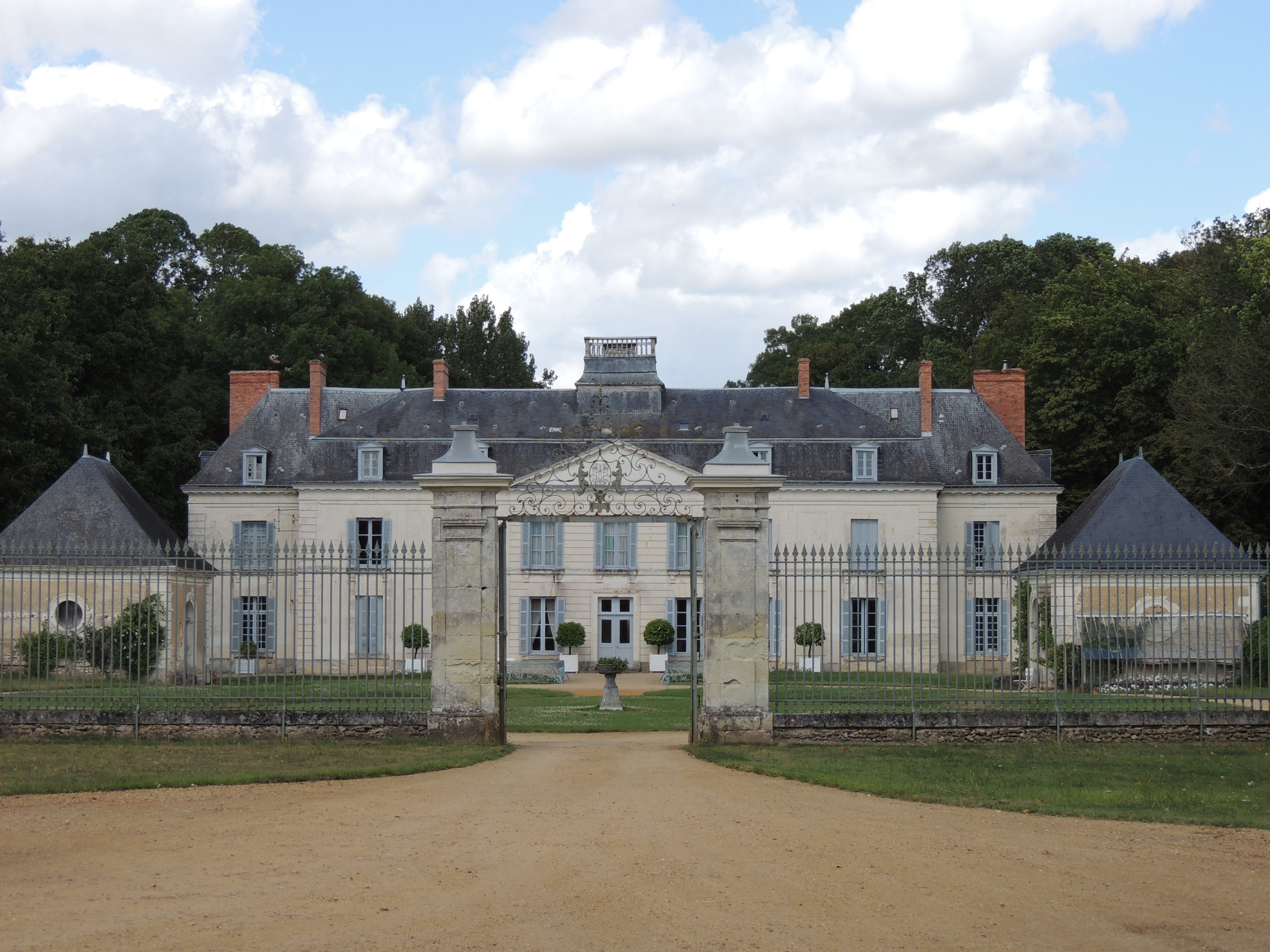
Château du Petit-Perray
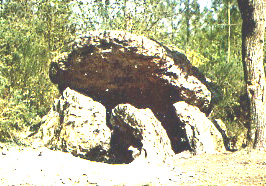
Dolmen Pierre Couverte

## Persönlichkeiten
- Jean-Paul Proust (1940–2010), ehemaliger Regierungschef und Außenminister des Fürstentums Monaco.

## Belege
1. ↑  Vaas auf cassini.ehess
2. ↑  Vaas auf INSEE
3. ↑  Landwirtschaftsbetriebe auf annuaire-mairie.fr (französisch)
4. ↑  Eintrag in der Base Mérimée des Kulturministeriums. Abgerufen am 1. Februar 2015 (französisch).
5. ↑  Eintrag in der Base Mérimée des Kulturministeriums. Abgerufen am 1. Februar 2015 (französisch).
6. ↑  Eintrag in der Base Mérimée des Kulturministeriums. Abgerufen am 1. Februar 2015 (französisch).